# Frannie, Wyoming
Frannie är en småstad i norra delen av delstaten Wyoming i USA, belägen på gränsen mellan Big Horn County och Park County. Staden hade 157 invånare vid 2010 års folkräkning, varav 138 i Big Horn County och 19 i Park County.

## Geografi
Större delen av orten ligger öster om U.S. Route 310 och väster om det mindre vattendraget Frannie Creek. Orten är den nordligaste i Bighornbäckenet-regionen i norra Wyoming, och ligger endast 3 km söder om delstatsgränsen mot Montana. Regionen är mycket torr och ett nätverk av konstbevattningskanaler och pipelines ger vatten åt traktens invånare, jordbruk och boskapsuppfödning.
Frannie är den enda stadskommun i Wyoming vars område tillhör mer än ett county, vilket har givit upphov till ortens kommunslogan "Biggest Little Town in Wyoming." Större delen av befolkningen bor i delen som ligger i Big Horn County, med en mindre del av befolkningen i Park County.

## Historia
Frannies postkontor öppnades 1894 och postorten döptes då efter Frannie Morris, dotter till stadens första postmästare Jack Morris. Staden fick 1901 en station på Chicago, Burlington and Quincy Railroads, nuvarande BNSF:s linje Billings, Montana – Cody, Wyoming, där den nord-sydliga huvudlinjen vidare mot Casper, Wyoming och Denver senare kom att förgrena sig åt sydost. 1954 fick orten kommunalt självstyre som town, den mindre typen av administrativ stadskommun i Wyoming.

## Kommunikationer
U.S. Route 310 är den stora vägen genom staden och går i staden under namnet Ash Street.

## Utbildning
Staden tillhör Big Horn Countys första skoldistrikt och elever från staden går i skolan i Cowley.